# Конституция Айдахо
Конституция штата Айдахо (англ. Constitution of Idaho) — основной закон штата Айдахо, ратифицированный Конгрессом США и вступивший в силу 3 июля 1890 года.

## История
По мере того как мормонские поселенцы продвигались на север из Солт-Лейк-Сити, штат Юта, территория Айдахо все больше разделялась между югом, где доминировали мормоны, и севером, настроенным против мормонов. Антимормонские республиканцы использовали общественную неприязнь к мормонской практике многоженства для принятия закона, лишающего преимущественно демократических мормонов права голоса в середине 1880-х годов, что сделало Айдахо территорией с преобладанием республиканцев. В 1889 году законодательный орган территории Айдахо утвердил собственную конституцию.
В итоге, Конституция была принята 6 августа 1889 года конституционным конвентом, а затем ратифицирована на всенародном голосовании в ноябре 1889 года. Конгресс США утвердил ратифицированную конституцию 3 июля 1890 года, приняв Айдахо в качестве штата США.

## Поправки
Внесение поправок в кодекс рассматривается на уровне легислатуры штата и проходит процедуру одобрения губернатором. За 75 последующих лет к конституции было предложено 150 поправок, 71 из которых была принята. Конституция Айдахо основана на Конституции США с некоторыми дополнениями.